# Delfí Abella

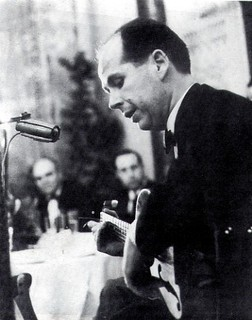
Delfí Abella, executando uma de suas composições durante uma apresentação do grupo musical

Delfi Abella Gilbert (Barcelona, 2 de fevereiro de 1925 — 1 de fevereiro de 2007) foi um psiquiatra e músico espanhol da Nova Canção, membro de Els Setze Jutges.